# Walter Perry, Baron Perry of Walton
Walter Laing Macdonald Perry, Baron Perry of Walton Kt OBE FRSE FRS FRCP (* 16. Juni 1921 in Dundee; † 18. Juli 2003 in London) war ein britischer Pharmakologe, Hochschullehrer sowie Politiker der Social Democratic Party (SDP), der zwischen 1969 und 1981 erster Vizekanzler der neugegründeten Fernuniversität The Open University war und 1979 als Life Peer aufgrund des Life Peerages Act 1958 Mitglied des House of Lords wurde.

## Leben

### Studium und Hochschullehrer
Perry, dessen Vater Fletcher Perry Leiter der Zoll- und Verbrauchssteuerbehörde von Schottland war, begann nach dem Besuch der Ayr Academy sowie der High School of Dundee ein Studium der Medizin an der University of St Andrews. Nach Abschluss des Studiums mit einem Bachelor of Medicine, Bachelor of Surgery (M.B.B.Ch.) 1943 arbeitete er als Arzt am Dundee Royal Infirmary, ehe er 1944 nach Nigeria ging, wo er als einziger Arzt in einer Region mit 500.000 Einwohnern tätig war. Nach seiner Rückkehr absolvierte er seinen Militärdienst als Arzt bei der Royal Air Force. Dort wurde er am 3. Oktober 1946 zum Leutnant (Flying Officer) befördert.
Im Anschluss war er zwischen 1947 und 1952 Mitarbeiter des Medizinischen Forschungsrates (Medical Research Council) und erwarb während dieser Zeit 1948 einen Doktor der Medizin (M.D.) an der University of St Andrews. Während seiner Arbeit für den MRC war er am dortigen Mill Hill Medical Research Centre tätig und befasste sich intensiv mit Impfstoffen gegen Poliomyelitis, deren Auswirkungen er während seiner Tätigkeit in Ostafrika feststellen musste.
Danach wurde er 1952 Direktor der Abteilung für biologische Standards am National Institute for Medical Research, einer 1913 durch den Medical Research Council gegründeten medizinischen Forschungsinstitution in London, und war dort bis 1958 tätig. Für seine dortigen Verdienste wurde ihm 1957 das Offizierskreuz des Order of the British Empire (OBE) verliehen. Zugleich fungierte er zwischen 1952 und 1968 als Vorsitzender der British Pharmacopoeia Commission, die für Herausgabe von Arzneibüchern zuständig ist. 1958 erwarb er an der University of St Andrews darüber hinaus einen Doctor of Science (D.Sc.).
1958 nahm Perry den Ruf auf eine Professur für Pharmakologie an der University of Edinburgh an und lehrte dort zehn Jahre lang bis 1968. Zuletzt war er von 1967 bis 1968 auch Vice-Principal dieser Universität und wurde 1967 Fellow des Royal College of Physicians of Edinburgh (FRCPE).

### Mitbegründung und Vizekanzler der Open University

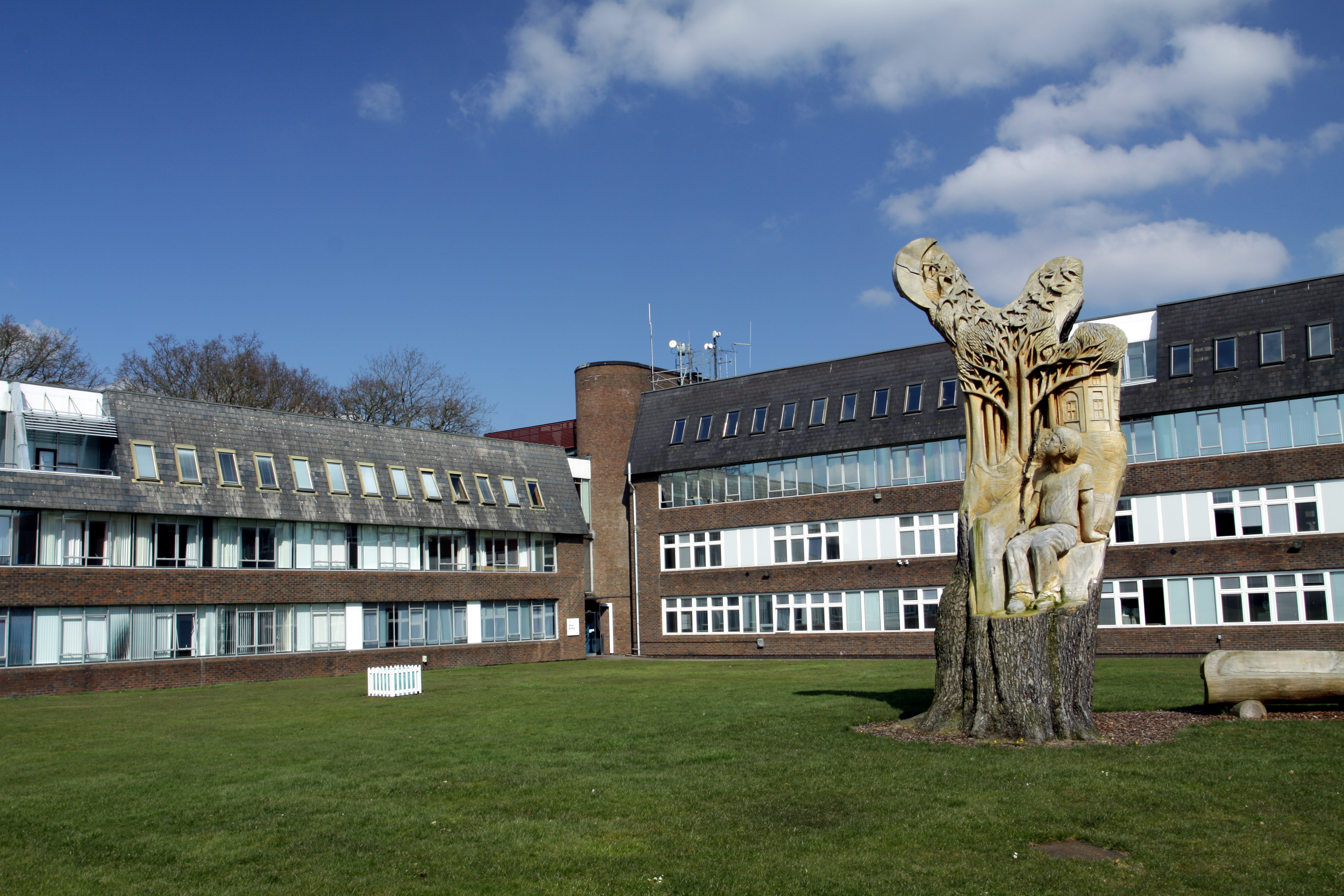
Das nach Harold Wilson benannte Gebäude auf dem Campus der Open University in Milton Keynes

Im Anschluss wurde Perry 1969 erster Vizekanzler der in der New Town von Milton Keynes neugegründeten Fernuniversität The Open University und bekleidete diese Funktion bis 1981.
Als Vizekanzler der Open University, die zu Beginn scherzhaft „University of the Air“ genannt wurde, trat er dafür ein, Hochschulbildung durch ein Fernstudium zu ermöglichen, welches unabhängig von der bisherigen Bildung Kurse für alle anbot. Zuvor trat er intensiv für die Gründung dieser Fernuniversität ein, die zu den ersten Einrichtungen dieser Art gehörte, wobei insbesondere die Finanzierung einer solchen Universität durch Schatzkanzler (Chancellor of the Exchequer) Roy Jenkins als eine Spielerei des damaligen Premierminister Harold Wilson gesehen wurde. Bereits im September 1963 hatte Wilson, damals noch Führer der oppositionellen Labour Party bei einem Wahlkampfauftritt in Glasgow im Falle eines Wahlsiegs seiner Partei bei den Unterhauswahlen die Gründung einer Fernuniversität in Aussicht gestellt. Die Gründungsidee, die Wilson dabei für sich in Anspruch nahm, stammte von dem Soziologen Michael Dunlop Young.
In der Folgezeit nahm Perry im November 1963 Kontakt zu Tam Dalyell auf, der zu der Zeit Sekretär des Ständigen Ausschusses der Labour Party für Wissenschaften war. Dieser stellte später den Kontakt zu Jennie Lee her, die nach dem Wahlsieg der Labour Party bei den Unterhauswahlen vom 15. Oktober 1964 Staatsministerin für Künste im Ministerium für Bildung und Wissenschaft wurde und zu den maßgeblichen Kräften bei der Gründung der Open University gehörte.
Am 23. Juli 1969 kam es in 6 Carlton House Terrace, dem Sitz der Royal Society, zur feierlichen Gründung der Open University. In der Festrede führte der Gründungskanzler Geoffrey Crowther, Baron Crowther im Sinne von Perry aus:

“We are open, first as to people. Not for us the carefully regulated escalation from one educational level to the next by which the traditional universities establish their criteria for admission… only in recent years have we come to realise how many such people there are, and how large are the gaps in education provision through which they can fall. The existing system, for all its great expansion, misses and leaves aside a great unused reservoir of human talent and potential. Men and women drop out through the failures in the system, through disadvantages of their environment, through mistakes of their own judgment, through sheer bad luck. These are our primary material. To them we offer a further opportunity. It has been said that there are two aspects of education, both necessary. One regards the individual human mind as a vessel, of varying capacity, into which is to be poured as much as it will hold of the knowledge and experience by which human society lives and moves. This is the Martha of education - and we shall have plenty of these tasks to perform - but the Mary regards the human mind more as a fire that has to be set alight and blown with the divine afflatus that also we take as our ambition.”

„Wir sind offen, zuerst für die Menschen. Nicht um uns ein sorgfältiges Erreichen von einer Bildungsstufe zur nächsten zu geben, wie dies die traditionellen Universitäten in ihren Zugangskriterien begründen … Erst in den letzten Jahren haben wir bemerkt, wie viele derartige Menschen es gibt, und wie groß die Lücken im Bildungsangebot sind, durch die sie fallen können. Das bestehende System lässt trotz seiner großen Ausdehnung einen großen ungenutzten Vorrat an menschlichen Talenten und Potenzialen außen vor. Männer und Frauen fallen durch die Ausfälle in diesem System aufgrund von Nachteilen in ihrer Umwelt, aufgrund von Fehlern in deren eigenen Urteilen, aufgrund von schierem Pech. Diese sind unser primäres Material. Diesen bieten wir eine weitere Chance. Es wird gesagt, dass es zwei Aspekte von Bildung gibt, die beide notwendig sind. Das eine betrachtet den einzelnen menschlichen Verstand als ein Gefäß von variierender Kapazität, in das so viel wie möglich gegossen wird, wie es an Wissen und Erfahrung der menschlichen Gesellschaft, in der es lebt und sich bewegt, halten kann. Dies ist die Martha der Bildung – und wir werden viele dieser Aufgaben zu erfüllen haben –, aber die Mary betrachtet den menschlichen Verstand mehr als ein Feuer, das angezündet und angeblasen werden muss mit göttlicher Inspiration, was wir auch als unseren Ehrgeiz sehen.“

In der Anfangsphase beschäftigte sich Perry auch maßgeblich mit der Auswahl des Personals. Die ersten 18 Professoren war junge herausragende Wissenschaftler wie Steven P. Rose, ein 31-jähriger Wissenschaftler des Imperial College London, der den Lehrstuhl für Biologie übernahm.
Nach dem Wahlsieg der Conservative Party bei den Unterhauswahlen vom 18. Juni 1970 gelang es ihm, die neue Bildungsministerin (Secretary of State for Education) Margaret Thatcher von den Zielen der Open University zu überzeugen, da auch der Schatzkanzler der neuen konservativen Regierung unter Premierminister Edward Heath, Iain Macleod, der Open University skeptisch gegenüberstand. Nachdem MacLeod jedoch bereits einen Monat nach der Wahl am 20. Juli 1970 verstorben war, gelang es Perry zusammen mit dem Gründungskanzler der Universität Baron Crowther MacLeods Nachfolger als Schatzkanzler, Anthony Barber, von der staatlichen Finanzierung der Open University zu überzeugen.
1971 wurde die Universität mit 25.000 Studenten eröffnet und vergab 1973 ihre ersten Diplome an 867 Studenten. In der Folgezeit wuchs die Studentenzahl von 40.000 im Jahr 1973 auf 65.000 im Jahr 1978. Während dieser Zeit wurde er am 10. Dezember 1974 zum Knight Bachelor geschlagen und führte fortan den Namenszusatz „Sir“.

### Oberhausmitglied
Durch ein Letters Patent vom 9. Februar 1979 wurde Perry, dem die University of Dundee 1975 einen Ehrendoktor der Rechtswissenschaften (Hon. LL.D.) verlieh, als Life Peer mit dem Titel Baron Perry of Walton, of Walton in the County of Buckinghamshire, in den Adelsstand erhoben und gehörte bis zu seinem Tode dem House of Lords als Mitglied an. Seine offizielle Einführung (Introduction) als Mitglied des House of Lords erfolgte am 6. März 1979 mit Unterstützung durch Edward Boyle, Baron Boyle of Handsworth und Jennie Lee, die mittlerweile Baroness Lee of Asheridge war.
Des Weiteren engagierte er sich auch zwischen 1979 und 1982 als Vorsitzender der Research Defence Society, einer Lobby-Gruppe zur Vertretung von Forschungs- und Wissenschaftsinteressen, sowie für das Auftragsforschungsinstitut Huntingdon Life Sciences, das allerdings in der Kritik von Gegnern von Tierversuchen stand. 1980 verlieh ihm die University of Stirling einen weiteren Ehrendoktor ebenso wie 1981 The Open University zu seinem Ausscheiden als Vizekanzler.
Im Anschluss fungierte er zwischen 1981 und seinem Tod sowohl als Fellow der Open University als auch des University College London.
Perry, der zeitweilig Mitglied der Labour Party war, trat 1981 der von den ehemaligen Labour-Politikern Roy Jenkins, David Owen, Bill Rodgers und Shirley Williams gegründeten Social Democratic Party (SDP) bei. Während seiner Oberhauszugehörigkeit war er zwischen 1981 und 1983 erstmals stellvertretender Vorsitzender der Fraktion der Social Democratic Party im Oberhaus. Im Anschluss war er zwischen 1983 und 1991 Sprecher der SDP bzw. der 1990 gegründeten Liberal Democrats für Bildung, Gesundheit und soziale Sicherheit. Daneben war er zwischen 1985 und 1990 zum ersten Mal Mitglied des Oberhausausschusses für Wissenschaft und Technologie. Zugleich war er von 1985 bis 1980 Mitglied des Nationalen Beirates für Höhere Bildung im öffentlichen Sektor.
Baron Perry, der 1985 Fellow der Royal Society (FRS) wurde, fungierte von 1987 bis 1988 erneut als stellvertretender Vorsitzender der SDP im Oberhaus. Später war er zwischen 1992 und 1997 erneut Mitglied des Oberhausausschusses für Wissenschaft und Technologie.
1992 verlieh die Victoria University of Manchester ihm einen Ehrendoktor der Pädagogik (Hon. D.Ed.). 1994 wurde Baron Perry, der auch Fellow der Royal Society of Edinburgh (FRSE) sowie des Royal College of Physicians (FRCP) war, mit der Wellcome Gold Medal ausgezeichnet. Darüber hinaus wurde ihm 2000 die Royal Medal der Royal Society of Edinburgh verliehen.

## Veröffentlichungen
- The Open University. A personal account by the first Vice-Chancellor, 1976